# Астон Мартин DB5
Астон Мартин DB5 е спортен автомобил на Астон Мартин, произвеждан в периода 1963 - 1965 г. Има три версии - купе, кабриолет и шутинг брейк. Произведени са общо 898 купета, 123 кабриолета и един шутинг брейк, като впоследствие 12 купета са преработени в шутинг брейк. Този модел добива огромна популярност чрез филмите за Джеймс Бонд - участва в Голдфингър, Тъндърбол, Златното око, Винаги ще има утре и Казино Роял. DB5 не е нова разработка, а подобрена версия на DB4. Основните промени са по-големият обем на двигателя (от 3.7 на 4 литра) и новата петстепенна механична скоростна кутия (при предшественика е четиристепенна).

## Технически характеристики

### DB5
Първите екземпляри DB5 разполагат с четиристипенната механична скоростна кутия на DB4, като по желание на клиента те могат да бъдат оборудвани с новата петстепенна механична, а скоро след пускането му в производство стандартното оборудване включва петстепенната автоматична скоростна кутия. В добавка към гореспоменаните промени спрямо DB4, други нововъведения са затъмнените стъкла, заглушителите на ауспуха, електрическите стъкла, алтернатор и др.
Характеристики
- Двигател: Шестцилиндров редови, обем 3995 см3
- Мощност: 286 к.с. (210 кВ)
- Въртящ момент: 390 Нм при 3850 оборота/минута
- Максимална скорост: 233 км/ч
- Ускорение: 0-97 км/ч за 7,1 сек
- Цена: 4175 паунда (5960 евро) – 1964 г., около 300000 евро – в днешни дни

Данните са от тест на списание Motor от 6 февруари 1965 г.

### DB5 Вантидж
Вантидж е по-мощната версия на DB5. Представена е през 1964 г., произведени са едва 65 екземпляра. Двигателят е със същия обем като базовата версия, но мощността му е увеличена на 318 к.с. (234 кВ).

### DB5 Кабриолет
Версията кабриолет се предлага между 1963 и 1965 г. Само 19 от произведените 123 бройки са с ляв волан. Цената през 1963 г. е 4490 паунда. Двигателят е същият като на купето.

### DB5 Шутинг брейк
Собственикът на Астона Мартин Дейвид Браун е запален авджия и играч на поло, а проблемът с неговия DB5 е, че не му предлага достатъчно място за превоз на ловджийските принадлежности и кучетата и затова поръчва на завода да превърне едно купе в комби с три врати. Възниква обаче друг проблем – други хора също искат да имат такъв автомобил, но капацитетът на завода е претоварен със стандартните модели. Затова Браун заръчва на производителя на каросерии Харолд Радфорд да преработи 12 от стандартните купета. Задната ос на шутинг брейк модела остава обаче немодифицирана, което води до загуба на контрол над управлението в завои при пълен багажник.